# Од (міфологія)
Од (давньоскан. Óðr) — персонаж скандинавської міфології.

З давньоскандинавської — "Божественне божевілля, несамовитий, лютий, бурхливий, охочий", як іменник "розум, почуття", а також "пісня, поезія"; словник Орчарда (1997) дає "шалений".

Од, це фігура, пов'язана з великою богинею Фрейєю.
Давньоскандинавські джерела 13 століття — «Старша Едда» ("Поетична Едда"), та «Молодша Едда» ("Сноррова Едда" Сноррі Стурлусона), описують Ода як чоловіка Фрейї та батька її дочки Гнос.
«Молодша Едда» а також збірка скандинавських саг з історії норвезьких королів «Коло Земне» (ісландською — Хеймскрінгла) додає, що пара народила ще одну дочку Герсемі. 
Про Од було запропоновано ряд теорій, котрі, як правило, розглядають його іпостасью божества Одіна через їх подібність.
Óðr етимологічно пов’язаний із давньоскандинавським теонімом Óðinn, що походить від прагерманського кореня wōđaz або wōđa-, та суфікса -naz
В строфі 25 «Поетичної Едди» поруч з іменем Од згадується велика богиня Фрейя, як "Дівчина Ода".
Персонаж «Молодшої Едди» — Hár (Високий) оповідає, що Од подорожував протягом тривалого періоду, і весь цей час Фрейя лила сльози з червоного золота, та мандрувала "серед дивних народів", шукаючи Ода.